# Unbreakable (пісня Sinplus)
«Unbreakable» — пісня швейцарського гурту «Sinplus», з якою він представляв Швейцарію на пісенному конкурсі Євробачення 2012 в Баку.. За результатами першого півфіналу, який відбувся 22 травня 2012 року, композиція не пройшла до фіналу.

## Чарти
| Чарт (2011)                  | Найвища позиція |
| ---------------------------- | --------------- |
| Швейцарія (Media Control AG) | 34              |